# Salt Lake Stadium
Salt Lake Stadium – stadion piłkarski, do 2011 roku największy na świecie. Znajduje się w Kolkacie, w Indiach. Został otwarty w 1984 i mógł pomieścić 120 000 osób, po renowacji w 2011 roku, 80 000 osób.
Mecze rozgrywa tu często reprezentacja Indii w piłce nożnej. Oprócz rozgrywek piłkarskich, na stadionie odbywają się też zawody lekkoatletyczne oraz koncerty i wydarzenia kulturalne. W 1987 Salt Lake Stadium był areną Igrzysk Azji Południowej.